# Aaron Jakubenko
Aaron Jakubenko (8 de diciembre de 1988) es un actor australiano, más conocido por haber interpretado a Yuri en la serie Conspiracy 365.

## Carrera
En 2011 obtuvo un pequeño papel en la película para televisión Underbelly Files: The Man Who Got Away, en la que interpretó a un oficial de policía.
En 2012 se unió al elenco recurrente de la serie Conspiracy 365, donde interpretó a Yuri.
En 2013 apareció como invitado en varios episodios de la serie Spartacus: War of the Damned, en la que interpretó a Sabinus, un soldado romano que trabaja para Marcus Licinius Crassus (Simon Merrells) y es "amigo" de Tiberius Crassus (Christian Antidormi).
El 15 de febrero de 2013 se unió al elenco de la popular serie australiana Neighbours, donde interpretó al criminal Robert Alan Robbo Slade,
el exnovio de Amber Turner hasta el 19 de marzo de 2013, después de que su personaje decidiera irse de Erinsborough luego de asustarse al creer que había sido descubierto durante un robo, Aaron regresó a la serie en mayo del mismo y se fue en agosto del mismo año después de que su personaje muriera luego de ser atropellado por un automóvil.
Anteriormente apareció por primera vez en la serie en el 2009 donde interpretó al jugador de fútbol americano Rhys Sutton durante dos episodios
y a Brad Bain en el 2011 durante el episodio # 1.6121.

## Filmografía

### Series de televisión
| Año             | Título                       | Personaje       | Notas                               |
| --------------- | ---------------------------- | --------------- | ----------------------------------- |
| 2018 - presente | Tidelands                    | Augie Mcteer    | 8 episodios                         |
| 2016 - 2017     | The Shannara Chronicles      | Ander Elessedil | 20 episodios                        |
| 2016            | Roman Empire                 | Cómodo          | 6 episodios                         |
| 2014            | The Doctor Blake Mysteries   | Jack Beazley    | episodio "An Invincible Summer"     |
| 2013            | Neighbours vs. Zombies       | Robbo Slade     | 3 episodios - miniserie             |
| 2013            | Neighbours                   | Robbo Slade     | 31 episodios                        |
| 2013            | Spartacus: War of the Damned | Sabinus         | 4 episodios                         |
| 2012            | Conspiracy 365               | Yuri            | 7 episodios                         |
| 2012            | Australia on Trial           | Hugh Miller     | episodio "The Mount Rennie Outrage" |

### Películas
| Año  | Título                                 | Personaje | Notas                                                                                        |
| ---- | -------------------------------------- | --------- | -------------------------------------------------------------------------------------------- |
| 2021 | Great White                            | Charlie   |                                                                                              |
| 2013 | Blinder                                | Dawson    | junto a Anna Hutchison, Rose McIver, Bob Morley, Angus Sampson, Oliver Ackland y Zoe Carides |
| 2012 | Tower of Ablutions                     | Burgess   | corto - junto a Genya Mik y Matt O'Connor                                                    |
| 2011 | Underbelly Files: The Man Who Got Away | Oficial   | junto a Joss Gower, Simon Mallory y Michael Buscombe                                         |
| 2010 | The Ballad of Des & Mo                 | Mal       | junto a Michael F Cahill, Kate O'Toole, Randall Berger y Don Bridges                         |